# Arvillard
Arvillard – miejscowość i gmina we Francji, w regionie Owernia-Rodan-Alpy, w departamencie Sabaudia.
Według danych na rok 1990 gminę zamieszkiwały 654 osoby, a gęstość zaludnienia wynosiła 22 osób/km² (wśród 2880 gmin regionu Rodan-Alpy Arvillard plasuje się na 1018. miejscu pod względem liczby ludności, natomiast pod względem powierzchni na miejscu 224.).